# アッティリオ・ズッカーニ
アッティリオ・ズッカーニ（Attilio Zuccagni、1754年 - 1807年10月12日）は、イタリアの博物学者である。
フィレンツェに生まれ、ピサ大学で医学を学んだ。トスカーナ大公の宮廷で医師を務めた後、スペインに赴き、科学研究を行った。1775年にフィレンツェに戻り、トスカーナ大公ペーター・レオポルト・フォン・ハプスブルク＝ロートリンゲンの収集した学術資料を展示するImperial Regio Museo di Fisica e Storia Naturale（王立物理学・自然史博物館）で収蔵品分類する仕事についた。付属する植物園の園長となり、同園を充実させた。
最初の助手となったジュゼッペ・ラッディとともに、多くの植物学の著書を執筆した。1806年に博物館に学校が新設されると動物学と鉱物学の教授に任じられたが、1年ほどで没した。農業・園芸アカデミー（Accademia dei Georgofili）の事務長も務めた。
マメ科の植物の属名、Zuccagnia Cavに献名されている。

## 著作
- De naturali liliorum, quae ante simulacra deiparae locantur, fructificatione, veluti prodigium evulgata, Firenze 1769.
- Dissertazione concernente l'istoria di una pianta panizzabile dell'Abissinia conosciuta da quei popoli sotto il nome di tef, Firenze 1775.
- Sopra le saline di Corneto. Voto per la verità, con Giuseppe Petri e Ottaviano Targioni Tozzetti, Firenze 1803.
- Synopsis plantarum quae virescunt in horto botanico Musei Regii Florentini, Firenze  1806.
- Centuria 1. Observationum botanicarum, quas in horto regio florentino ad stirpes eiusdem novas vel rariores, Firenze 1806.